# Stethoncus monopicida
Stethoncus monopicida är en stekelart som beskrevs av Broad och Shaw 2005. Stethoncus monopicida ingår i släktet Stethoncus och familjen brokparasitsteklar. Inga underarter finns listade i Catalogue of Life.